# Helen Vita
Helen Vita (Hohenschwangau, 7 agosto 1928 – Berlino, 16 febbraio 2001) è stata un'attrice e cantante svizzera.

## Filmografia parziale
- 08/15, regia di Paul May (1954)
- La strana guerra del sottufficiale Asch (08/15 - Zweiter Teil), regia di Paul May (1955)
- Due occhi azzurri (Zwei blaue Augen), regia di Gustav Ucicky (1955)
- 08/15 Kaputt (08/15 - In der Heimat), regia di Paul May (1955)
- Bäckerei Zürrer, regia di Kurt Früh (1957)
- Ferien auf Immenhof, regia di Hermann Leitner (1957)
- La ragazza Rosemarie (Das Mädchen Rosemarie), regia di Rolf Thiele (1958)
- La notte del desiderio (Die Lady), regia di Hans Albin e Peter Berneis (1964)
- Desideri, voglie pazze di tre insaziabili ragazze (Alle Kätzchen naschen gern), regia di Giuseppe Zaccariello (1969)
- Was ist denn bloß mit Willi los?, regia di Werner Jacobs (1970)
- Die Feuerzangenbowle, regia di Helmut Käutner (1970)
- Ninfomania casalinga (Der neue heiße Sex-Report - Was Männer nicht für möglich halten), regia di Ernst Hofbauer (1971)
- Divagazioni delle signore in vacanza (Urlaubsreport - Worüber Reiseleiter nicht sprechen dürfen), regia di Ernst Hofbauer (1971)
- Cabaret, regia di Bob Fosse (1972)
- Traumstadt, regia di Johannes Schaaf (1973)
- Nessuna festa per la morte del cane di Satana (Satansbraten), regia di Rainer Werner Fassbinder (1976)
- Lili Marleen, regia di Rainer Werner Fassbinder (1981)
- Happy Birthday, Detective! (Happy Birthday, Türke!), regia di Doris Dörrie (1992)